# Tim Moore (politico)
Timothy Keith Moore, detto Tim (Kings Mountain, 2 ottobre 1970), è un politico statunitense, membro della Camera dei rappresentanti per lo stato della Carolina del Nord dal 2025.

## Biografia
Tim Moore nasce a Kings Mountain, nella Carolina del Nord. Frequenta il Campbell College, dove si è iscritto ai giovani repubblicani. Dopo due anni si trasferì all'Università di Chapel Hill, dove ha conseguito un baccellierato in arte. Consegue poi un dottorato di giurisprudenza all'Oklahoma City University.
Nel 2002 è eletto per la prima volta alla Camera dei rappresentanti della Carolina del Nord per il 111° distretto. Contemporaneamente a questa carica, ha iniziato a ricoprire anche quella di speaker del congresso statale all'inizio del 2015. Ha ricoperto entrambe le cariche fino al 2025.
Nel 2024 si è candidato alla Camera dei rappresentanti per il 14º distretto della Carolina del Nord, venendo eletto con il 58,1% dei voti ed entrando in carica il 3 gennaio 2025.